# Лазавик, Денис Вячеславович
Дени́с Вячесла́вович Лазави́к (бел. Дзяніс Лазавік; род. 17 ноября 2006, Минск) — белорусский шахматист, гроссмейстер (2022), двукратный чемпион Беларуси (2023, 2025). Самый молодой гроссмейстер и победитель чемпионата Беларуси.

## Биография
Отец — водитель, мама работает в детском саду. В семье шахматиста играли отец и дедушка, которые и научили Дениса играть в шахматы. В первом классе ребенка отдали в шахматный кружок.
Занимался в РЦОП с Юрием Николаевич Муйвидом с 2015 до 2017 года, который, по словам шахматиста, внёс значительный вклад в его успех. Тренером Лазавика с конца 2020 года до начала 2024 года являлся российский гроссмейстер Александр Рустемов.
В 2018 году вошёл в состав национальной сборной на юношеской Олимпиаде. Сборная набрала 13 очков в 9 матчах и заняла 4-е место. На юношеской Олимпиаде 2019 Лазавик в составе белорусской команды занял 3-е место.
Участвовал в молодёжном чемпионате по скоростным шахматам 2021, где уступил Джеффри Сюну в ⅛ финала. В 2022 году принял участие в таком же чемпионате, но также дошёл до 1/8 финала, уступив будущему победителю Арджуну Эригайси.
В декабре 2022 года принял участие в чемпионате мира по рапиду и блицу, заняв 16-е место в блице и 42-е в рапиде.
В июне 2023 года Лазавик выиграл 2-й дивизион AimChess Rapid (3-го этапа Champions Chess Tour 2023), что позволило ему выступить в финале серии. Финал состоялся в декабре в Торонто. Лазавик, будучи самым молодым участником, занял 8-е место.
В последнее время Лазавик является одним из самых успешных участников турнира «Титульный вторник», который проходит на сайте Chess.com. Он выиграл его 6 раз.
В декабре 2023 года принял участие в чемпионате мира по рапиду и блицу. В блиц Лазавик занял 8-е место (делёж 5-8), в рапид — 31-е (поделил 27-45).
В январе 2024 года Лазавик принял участие в чемпионате Беларуси и занял 3-е место, набрав 7 из 9. В марте сыграл в Аэрофлот Опен и занял 5-е место, набрав 6½ из 9. В мае принял участие в командном чемпионате России, представляя на 1-й доске команду «Республика Беларусь». Лазавик набрал 4½ очка из 7, команда заняла 4-е место. В сентябре Лазавик отобрался на Speed Chess Championship, но проиграл в 1/8 финала Уэсли Со, со счётом 12-10.
В 2024 году получил награду «Шахматист года» от федерации шахмат Республики Беларусь.
В 2025 году во второй раз стал чемпионом Беларуси. Лазавик набрал 7 очков из 10 (+5 −1 =4), по дополнительным показателям опередив чемпиона 2024 года Максима Царука.
Лазавик — студент заочного обучения Белорусского государственного университета физической культуры.